# Śląskie Kamienie (skały)
Śląskie Kamienie (cz. Dívči kameny, niem. Mädelsteine, Panieńskie Skały, Panieńskie Kamienie) – grupa skał na szczycie o tej samej nazwie – Śląskie Kamienie w Sudetach Zachodnich w paśmie Karkonoszy (Śląski Grzbiet), zbudowana z granitu karkonoskiego.
Śląskie Kamienie to formacja skalna na granicznym grzebieniu górskim tworząca dwie grupy skałek – na północnym zachodzie grzędę o ośmiometrowej wysokości i na południu grupa o wysokości 7,5 m. Są to wychodnie granitu karkonoskiego, tzw. tory, które powstały dzięki niezrównoważonemu wietrzeniu skał, spowodowanemu m.in. występowaniem charakterystycznego ciosu.
Legenda mówi o śmierci młodej dziewczyny w miejscu Śląskich Kamieni – stąd czeska i niemiecka nazwa Dívči kameny i Mädelsteine (Kamienie Dziewczęce).

## Turystyka
Obok skałek prowadzi szlak turystyczny:
- czerwony fragment Głównego Szlaku Sudeckiego ze Szklarskiej Poręby do Karpacza przez Śląski Grzbiet[2].